# Strömstad akademi

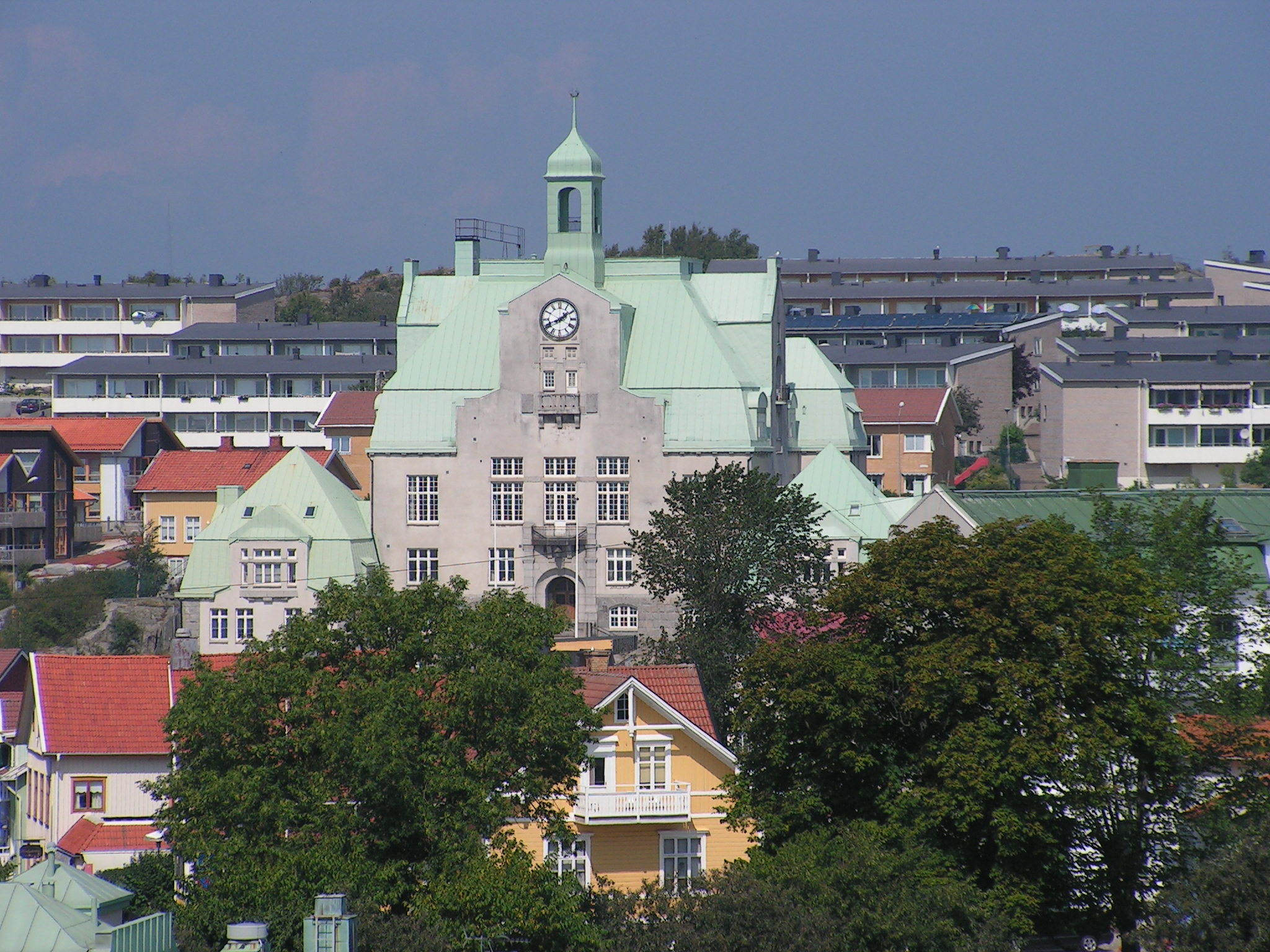
Strömstads stadshus, där Strömstad akademi har lokal.

Strömstad akademi är en ideell förening som bedriver undervisning och forskning  utanför de etablerade universiteten men med ett formellt samarbetsavtal med Högskolan Väst. Man har även informellt samarbete med bland annat Chalmers Tekniska Högskola, Göteborgs Universitet, Stockholms Universitet, Oslo Universitet och Högskolan Dalarna. Föreningen har ingen examensrätt och lyder inte under universitetskanslersämbetet.

## Historik
Strömstad akademi bildades den 10 september 2008 på initiativ av tre professor emeritus: Lars Broman, Erik Hofrén och Aadu Ott med målsättningen att vara ett i huvudsak virtuellt universitet som ska kunna ge akademisk tillhörighet och vara en plattform för pensionerade men aktiva forskare inom hela det akademiska fältet. Strömstads kommun utser en av styrelsemedlemmarna och bekostar ett kontor åt föreningen. Föreningen har årsmöten i Strömstads stadshus.
Sommaren 2017 anordnade föreningen i samarbete med ISREE (International Symposium on Renewable Energy Education) en internationell konferens i Strömstad (ISREE 2017) kring undervisning i "sustainability", med deltagare från mer än 10 länder.
Akademin har under ett antal år i juni arrangerat en flerdagars vetenskapsfest i Strömstad med föredrag av föreningens medlemmar. 2018 uppmärksammades akademins 10-årsjubileum, och på vetenskapsfesten detta år medverkade bland annat Bodil Jönsson och Ole Petter Ottersen.
I februari 2024 var omkring 200 artiklar publicerade i akademins regi i  fem serier: Acta Academia Strömstadiensis , fria serien, videoserien  reprint och prepublikationserien. Föreningen har på eget förlag utgivit 13 böcker.
Sedan 2020 har föreningen haft mer än 150 föreläsnngar online i samarbete med universitet och folkbildningsorganisationer. En del av dessa föreläsningar är publicerade i Videoserien.
Vid årsskiftet 2019/20 hade föreningen 155 ledamöter. Av dessa är flertalet professorer eller disputerade. Många av dem är eller har varit knutna till svenska universitet över hela landet, men här finns även internationella medlemmar från 14 olika länder. Akademin utser varje år hedersprofessorer, bland vilka kan nämnas nobelpristagarna May-Britt och Edvard Moser och astronauten Christer Fuglesang. Tre ledamöter är medlemmar i Kungliga Vetenskapsakademin.

### Hedersprofessorer
- 2015 – austronauten Christer Fuglesang[11]
- 2019 – nobelpristagaren Frank Wilczek och ledamoten i Svenska Akademien Jila Mossaed.[12]
- 2020 – Professor Elaine Bearer(en)[13]
- 2021 – Professor H.P. Garg[14]
- 2022 – Lars Broman
- 2023 – Tomas Kåberger[15]

## Kritik
2014 framfördes i Dagens Medicin, baserat på innehållet i en artikel i akademiens fria serie, kritik mot en medlem i föreningen. Enligt artikeln skulle hon ägna sig åt pseudovetenskap, i detta fall faciliterad kommunikation.